# Determinate und Determinable
Als Determinate und Determinable bezeichnet man in der modernen Ontologie Eigenschaften, Objekte oder Prozesse, die in einer spezifischen Relation zueinander stehen. Als Determinable gelten dabei Entitäten, die durch Determinaten spezifiziert werden. So gilt etwa „farbig“ als Determinable von „rot“ und „rot“ als Determinable von „Zinnoberrot“. Umgekehrt ist „rot“ eine Determinate für „farbig“ und  „Zinnoberrot“ eine Determinate für „rot“. Bei dem Verhältnis zwischen Determinate und Determinable handelt es sich um eine transitive, nichtreflexive und asymmetrische Relation.

## Geschichte
Das Begriffspaar Determinate und Determinable wurde 1921 durch den britischen Philosophen und Logiker William Ernest Johnson geprägt. Neben Farben dienen Johnson insbesondere geometrische Figuren der Illustration, so wird etwa die geometrische „Form“ durch „Vieleck“, „Vieleck“ durch „Viereck“ und „Viereck“ durch „Quadrat“ determiniert. Dabei kann eine Determinable verschiedene Determinaten haben, im Falle des Vielecks etwa Dreieck, Viereck, Fünfeck usw. Die Determinaten, die unter die gleiche Determinable fallen, unterscheiden sich und sind nach Johnson in ihrer Verschiedenheit vergleichbar: So seien etwa die Unterschiede zwischen Dreieck und Viereck geringer als zwischen Dreieck und Fünfeck.
In den 1950er Jahren wurde Johnsons Begriffsprägung unter anderem von Arthur Norman Prior, Stephan Körner und John Searle rezipiert und fortgeführt. So argumentiert Searle, dass nicht jede Form von Spezifizierung eine Determinate-Determinable-Relation darstelle und versucht diese von dem Verhältnis von Art und Gattung zu unterscheiden. Nach Searle ergibt sich der wesentliche Unterschied daraus, dass innerhalb einer Art die Individuen bestimmte Eigenschaften teilen, die sie als Teilmenge der Gattung auszeichnen. So sei es etwa korrekt, zu sagen, dass Menschen jeweils Säugetiere mit einer bestimmten biologischen und kognitiven Struktur sind. Etwas Analoges sei bei Determinate und Determinable nicht möglich, da etwa verschiedene Rottöne abgesehen von ihrer „Röte“ keine Eigenschaften teilten.

## Absolute Determinaten
Die Spezifizierungsfunktion der Determinaten wirft die Frage auf, ob es eine „absolute Determinate“ im Sinne einer vollständigen Spezifizierung gibt. So erklärt etwa David Armstrong: „Ein physisches Objekt ist in allen Aspekten determiniert, es hat eine vollständig präzise Farbe, Temperatur, Größe, usw. Es ist sinnlos, zu sagen, dass ein Objekt hellblau ist, aber keinen definitiven Blauton besitzt.“ Armstrongs Annahme von absoluten Determinaten stößt insbesondere im Zusammenhang vager Objekte auf offensichtliche Probleme. So scheint es etwa aufgrund unpräziser Grenzen ausgeschlossen, einem Berg, einer Wolke oder einem Sandstrand eine präzise Masse oder Größe zuzuschreiben. Erschwerend kommt hinzu, dass sich auch bei scheinbar präzisen makroskopischen Objekten auf einer mikrophysikalischen Ebene die Grenzen des Objekts nicht mehr präzise festlegen lassen.
Eine radikale Variante der Idee absoluter Determinaten findet sich bei Carl Gillett und Bradley Rives: Die Existenz von Determinablen wird abgelehnt. Gillett und Rivers gehen davon aus, dass alle kausalen Erklärungen bereits auf der Ebene der absoluten Determinaten möglich sind, so dass Determinablen kausal überflüssig und per Ockhams Rasiermesser aus der Ontologie zu streichen sind.

## Anwendungen
Das Verhältnis zwischen Determinaten und Determinablen ist in den letzten Jahren unter anderem in Bezug auf das Problem der mentalen Verursachung intensiv diskutiert worden. Die grundlegende Annahme lautet dabei, dass Determinate und Determinable gleichermaßen als Ursachen begriffen werden können, ohne dass sie in einer kausalen Konkurrenz stehen. So hat Stephen Yablo ein Gedankenexperiment entworfen, in dem eine Taube darauf konditioniert ist, nach roten Objekten zu picken. Man legt nun ein scharlachrotes Dreieck vor die Taube, die nach dem Dreieck pickt. Bezüglich der Ursache des Verhaltens der Taube scheint man gleichermaßen auf die Determinate Scharlachrot wie auf die Determinable Rot verweisen zu können. Yablo schlägt nun vor, die mentale Verursachung in Analogie zu dem Gedankenexperiment zu verstehen: Wie im Falle von Scharlachrot und Rot könne man auch einen physischen und einen mentalen Zustand gleichermaßen als Ursachen begreifen, ohne dass ein kausales Konkurrenzverhältnis entstehe.
Yablos Argumentation hat vielfältige Einwände provoziert. Unter anderem haben Philosophen wie Douglas Ehring und Sven Walter bestritten, dass sich physikalische Zustände zu mentalen Zuständen wie Determinaten zu Determinablen verhalten. So sind nach Ehring zwei Determinaten in Bezug auf die Determinable immer unterscheidbar – Scharlachrot und Karminrot sind in Bezug auf ihre Röte verschieden. Demgegenüber werde in der Philosophie des Geistes in der Regel davon ausgegangen, dass der gleiche mentale Zustand durch verschiedene physische Zustände realisiert werden kann. Auch Gilletts and Rives' Verneinung der Existenz von Determinablen impliziert, dass sich das Problem der mentalen Verursachung nicht auf die von Yablo vorgeschlagene Weise lösen lässt.